# ألفونسو غونزاليس (مصارع رياضي)
ألفونسو غونزاليس (بالإسبانية: Alfonso Rafael González)‏ هو مصارع رياضي بنمي، ولد في 3 أكتوبر 1945.

## وصلات خارجية
- ألفونسو غونزاليس على موقع قاعدة بيانات المصارعة الدولية (الإنجليزية)
- ألفونسو غونزاليس على موقع اللجنة الأولمبية الدولية (الإنجليزية)
- ألفونسو غونزاليس على موقع أوليمبيديا (الإنجليزية)